# Wassili Fjodorowitsch Trutowski
Wassili Fjodorowitsch Trutowski (russisch Василий Фёдорович Трутовский; * um 1740 in Iwanowskaja Sloboda; † um 1811 in Sankt Petersburg) war ein russischer Sänger, Guslivirtuose und Komponist.
Trutowski wirkte ab 1761 als Virtuose am St. Petersburger Hof. Er gab mehrere Sammlungen und Bearbeitungen russischer und ukrainischer Lieder heraus.

## Werke
- Sammlung einfacher russischer Lieder mit Noten (Digitalisat)
- Verschiedene russische Lieder für Pianoforte oder Cembalo
- Das kleinrussische Lied für vierstimmigen Chor und Orchester